# Thomas Matthews (astronome)
Pour les articles homonymes, voir Thomas Matthews et Matthews.
Thomas A. Matthews est un astronome américain. Il est reconnu comme l'un des découvreurs du premier quasar, 3C 48, en 1960 à l'aide d'un nouvel interféromètre au Owens Valley Radio Observatory, avec Allan Sandage,,.
Matthews a obtenu son doctorat à l'université Harvard en 1956. Son directeur de thèse était Bart Bok.